# Traité de Paris (1920)
Pour les articles homonymes, voir traité de Paris.

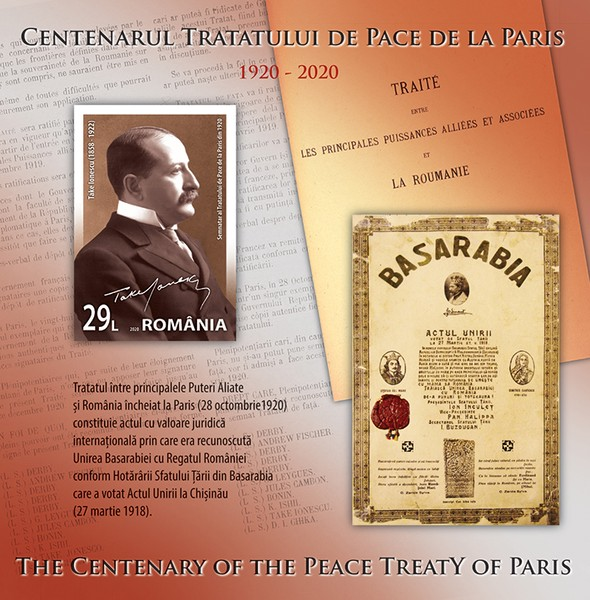

Le traité de Paris du 28 octobre 1920 fut signé à la suite de la Première Guerre mondiale par la France, le Royaume-Uni, l'Italie et le Japon. Il reconnaissait la souveraineté de la Roumanie, qui avait combattu avec l'Entente contre les empires centraux, sur la Bessarabie. Le Japon ne ratifia pas le traité et l'Union soviétique, qui n'était pas représentée, n'a jamais reconnu l'union de la Bessarabie à la Roumanie. 
Le 9 avril 1918, profitant de la Guerre civile russe, le parlement de Bessarabie (Sfatul Țării) avait voté en faveur de l'union entre la Bessarabie et la Roumanie, acte perçu par les Russes comme une invasion roumaine.